# Joan Molina
Joan Molina (San Jorge, 15 de noviembre de 1940 - Valencia, 4 de octubre de 2014) fue un actor español.

## Biografía
Se trasladó en 1957 a Valencia, para formarse en la Escuela Industrial. Tiempo más tarde, viajó hasta Italia donde descubrió el cine y la interpretación; trabajó como técnico en Cinecittà, un gran estudio cinematográfico de Roma. Allí conocería, entre otros, a Pier Paolo Pasolini y Vittorio Gassman. En su regreso a su tierra natal, en 1980, fue contratado por la Sociedad Argentina de Electricidad y, poco después, de la mano de Rafa Gallart, se introdujo en el mundo del teatro.
A partir de entonces participó en cortometrajes, series de televisión y cine. En la Comunidad Valenciana era conocido por su interpretación en el papel de alcalde en la serie televisiva de Canal 9, L'Alqueria Blanca. En el ámbito privado, Molina estuvo comprometido con las campañas a favor de la promoción lingüística.

## Filmografía
- El olivo amarillo (cortometraje) - 2010 - Director Guillermo Polo.
- Bestezuelas - 2010 - Director Carlos Pastor
- Canciones de amor en Lolita's Club - 2007 - Director Vicente Aranda
- Arran de terra - 2005 - Director Carlos Pastor
- Cañas y barra (cortometraje) - 2004 - Director Alberto Argüelles
- Ausias March (telefilme) - 2003 - Director Berenguer March
- Maestros - 2000 - Director Óscar del Caz
- Tranvía a la Malvarrosa - 1997 - Director José Luis García Sánchez
- Una piraña en el bidé - 1996 - Directores Carlos Pastor y José Picazo

## Televisión
- L'Alqueria Blanca (2007 - 2013) en Canal Nou
- Doctor Mateo (2009 - 2011) en Antena 3
- Yo soy Bea (2009) en Telecinco
- Hospital Central (2005) en Telecinco
- Cuéntame cómo pasó (2002) en La 1
- Manos a la obra (2000) En Antena 3